# Критика еволюціонізму
Критика еволюціонізму з'явилася відразу після того, як на початку дев'ятнадцятого століття з'явилися ідеї еволюціонізму. Ці ідеї полягали в тому, що розвиток суспільства і природи управляється природними законами, які стали відомі публіці по книзі Джорджа Комбе (англ.) The Constitution of Man (1828) і анонімної Vestiges of the Natural History of Creation (1844). Після того, як Чарльз Дарвін опублікував Походження видів, більша частина наукової спільноти переконалася в тому, що еволюція — це гіпотеза, заснована на досвідчених даних. У 30-х і 40-x роках минулого століття вчені розробили синтетичну теорію еволюції (СТЕ), яка об'єднала ідею дарвінівського природного відбору з законами спадковості і даними популяційної генетики. З цього часу існування еволюційних процесів і здатність сучасних еволюційних теорій пояснити, чому і як протікають ці процеси, підтримує переважн більшість біологів.
Після появи СТЕ майже вся критика еволюціонізму здійснюється релігійними діячами, а не вченими.
Однак багато віруючі, які вірять в те, що Бог (боги) є творцем світу, не вважають еволюціонізм загрозою своїм переконанням, приймаючи цю теорію і процес еволюції як допустимі. Серед цих «теїстичних еволюціоністів» є теологи, які стверджують, що вони змогли побачити в еволюції божественний задум. Частина західних християн відкинула еволюціонізм як «єресь», проте більшість зробило спробу примирити концепцію еволюціонізму з біблійною версією творіння.
Критика недоліків дарвінізму привела деяких дослідників до заперечення
самого феномена еволюції. Цей напрямок думки, що спирається на
природничо-наукові дані, одержав назву креаціонізму. У США виник навіть
дослідний інститут креаціонізму, що ставить за мету показати
помилковість самого поняття біологічної еволюції.